# Система нечіткого керування
Система нечіткого керування — це система автоматичного керування, заснована на нечіткій логіці — математичній системі, яка аналізує аналогові вхідні значення в термінах логічних змінних, які приймають безперервні значення від 0 до 1, на відміну від класичної або цифрової логіки, яка оперує дискретними значеннями або 1, або 0 (істинне або хибне відповідно)

## Загальна характеристика
Нечітка логіка широко використовується в управлінні машинами. Термін «нечіткий» стосується того факту, що задіяна логіка може мати справу з поняттями, які не можна виразити як «істинні» чи «хибні», а радше як «частково істинні». Хоча альтернативні підходи, такі як генетичні алгоритми та нейронні мережі, у багатьох випадках можуть працювати так само добре, як і нечітка логіка, перевага нечіткої логіки полягає в тому, що рішення проблеми можна викласти в термінах, зрозумілих людині-оператору, щоб їхній досвід міг бути використаний. використовується в конструкції контролера. Це полегшує механізацію завдань, які вже успішно виконуються людьми

## Інтернет-ресурси
- Introduction to Fuzzy Control
- Fuzzy Logic in Embedded Microcomputers and Control Systems
- IEC 1131-7 CD1 [Архівовано 2021-03-04 у Wayback Machine.] IEC 1131-7 CD1 PDF
- Online interactive demonstration of a system with 3 fuzzy rules
- Data driven fuzzy systems